# 결핵의 치료
본 문서에서는 결핵 감염시의 의학적 치료를 설명한다.
기본적인 '단기' 치료로는 이소니아지드, 리팜피신, 피라진아마이드, 에탐부톨을 두 달 간 복용하고, 이소니아지드와 리팜피신만 이후 4달 동안 복용한다. 환자는 6개월이면 치료가 되었다고 추정된다.(단, 2 ~ 3% 정도는 악화된다.) 잠복기의 결핵은, 6 ~ 9개월 간 이소니아지드만 복용한다.
세균이 완전히 감수성이 있다면, 치료는 이소니아지드, 리팜피신, 피라진아마이드를 두 달 간 복용하고, 이어 이소니아지드와 리팜피신과 에탐부톨을 4개월 간 복용한다.

## 약제
| 1차 결핵 약제    |     |     |
| 약               | 3자 | 1자 |
| 에탐부톨         | EMB | E   |
| 이소니아지드     | INH | H   |
| 피라진아마이드   | PZA | Z   |
| 리팜피신         | RMP | R   |
| 스트렙토마이신   | STM | S   |
| 2차 결핵 약제    |     |     |
| 시프로플록사신   | CIP |     |
| 목시플록사신     | MXF |     |
| P-아미노살리실산 | PAS | P   |

### 1차 약제
항결핵 1차 약제는 모두 3자의 고유 명칭과 1자로 줄인 명칭이 있다.
- 에탐부톨은 EMB 또는 E,
- 이소니아지드는 INH 또는 H,
- 피라진아마이드는 PZA 또는 Z,
- 리팜피신은 RMP 또는 R,
- 스트렙토마이신은 STM 또는 S.

약물 요법(Drug regimens)은 표준화된 방법으로 유사하게 축약한다. 약제는 이들의 단수 약자를 사용하여 목록에 포함되었다. 접두사는 치료가 계속되어야 하는 기간의 개월수를 표시한다. 아래첨자는 간간이 복용하는 것을 의미한다.(3의 경우, 주 3회를 의미) 그리고, 아래첨자가 없으면 매일 복용하는 것을 의미한다. 대부분의 약물 요법은 초기에 고강도 단계가 있고, 합병 또는 박멸 단계가 이어진다. 두 단계는 '/'로 나뉜다. 즉,
2HREZ/4HR3
는 이소니아지드, 리팜피신, 에탐부톨, 피라진아마이드를 2달 간 매일 복용하고, 4달 간 이소니아지드와 리팜피신을 주 3회 복용하는 것을 의미한다.
이러한 표준 약어는 이후 문서에서 사용된다.

### 2차 약제
결핵의 치료에는 여섯 종류의 2차 약제(SLD)가 있다. 이들이 2차 약제로 분류된 것은 다음 중 한 가지 이유에 해당된다. 약이 1차 약제보다 효과적이지 못하거나(P-아미노살리실산), 독성 부작용이 있거나(시클로세린), 여러 개발도상국에서 사용이 불가능한 경우(플로로퀴놀론)이다.
- 아미노글리코사이드: 아미카신 (AMK), kanamycin (KM);
- 폴리펩타이드: 카프레오마이신, 비오마이신, 엔비오마이신;
- 플로로퀴놀론: 시프로플록사신 (CIP), 레보플록사신, 목시플록사신 (MXF);
- 티오아마이드: 에티오나마이드, 프로치온아마이드
- 시클로세린 (이 종류의 유일한 항생제);
- 아미노살리실산 (PAS 또는 P).

### 3차 약제
WHO의 2차 약제 목록에는 없지만 도움이 되는 것들도 있다.
- 리파부틴
- 마크롤라이드계: 즉, clarithromycin (CLR);
- 리네졸리드 (LZD);
- thioacetazone (T);
- thioridazine;
- 아르기닌
- 비타민 D
- R207910.

이들 약제는 '3차 약제'라 할 수도 있는데, 그다지 큰 효과가 없거나(clarithromycin), 효과가 입증되지 않은 경우(리네졸리드, R207910)이다. 리파부틴은 효과적이나 WHO 목록에는 포함되어 있지 않는데, 이는 대부분의 개발도상국에서는 가격이 터무니없이 비싸기 때문이다.

## 표준 요법

### 표준 요법의 근거
결핵은 50여 년 간 조합된 요법으로 치료해 왔다. 약제는 단독으로 사용하지 않으며(잠복기의 결핵이나 화학적 예방은 제외), 하나의 약제를 사용하는 요법은 내성이 빠르게 증가하는 결과가 되어 치료에 실패하게 된다. 결핵을 치료하기 위해 복수의 약제를 사용하는 이유는 단순한 확률에 기초한다. 개별적인 약제에 내성을 부여하는 자연적인 돌연변이의 빈도는 잘 알려져 있다. EMB는 107분의 1, STM과 INH는 108분의 1, RMP는 1010분의 1이다.
폐결핵이 심한 환자는 체내에는 약 1012의 세균이 있으며, 결과적으로 약 105개의 세균은 EMP에 내성을 갖고, 104개는 STM에, 104개는 INH에, 10²개는 RMP에 내성을 갖는다. 내성을 갖는 돌연변이는 자연적, 독립적으로 발생하므로, 해당 환자가 INH와 RMP에 모두 내성을 갖는 세균을 보유할 확률은 1 in 108 x 1 in 1010 = 1 in 1018이 되며, 네 개의 약제에 모두 내성을 갖게 될 확률은 1 in 1033이다. 이는 지나치게 대략적인 계산이기는 하나, 여러 약제를 사용하는 치료를 설명하는 데에는 유용하다.
조합된 요법을 지지하는 다른 이론적 이유가 있는데, 이는 요법에 사용되는 서로 다른 약제들이 서로 다른 형태로 작용한다는 것이다. INH는 분열하는 세균을 죽인다(bactericidal). EMB는 결핵균을 죽이며, RMP는 균을 죽이고, 멸균(sterilizing)의 효과가 있다. PZA는 세균을 죽이는 효과는 약하지만, 산성의 환경, 대식세포 안쪽, 급성 염증 내부에 위치한 세균에 대해서 매우 효과적이다.
사용되는 모든 결핵 치료 요법은 1953년 리팜피신이 등장하기 전까지는 18개월 또는 그 이상이 걸렸다. 1953년, 영국의 표준 치료는 3SPH/15PH 또는 3SPH/15SH2였다. 1965년부터 1970년 사이, EMB가 PAS를 대체했다. 1968년부터는 RMP가 결핵의 치료에 쓰였고, 1970년대 영국흉부협회(British Thoracic Society)의 연구는 2HRE/7HR이 효과적임을 보여주었다. 1984년, 영국흉부협회는 2HRZ/4HR가 2년 간 3% 안쪽의 재발률을 보일 만큼 효과적임을 보였다. 1995년, INH의 내성이 증가한다는 인식과 함께, 영국흉부협회는 EMB 또는 STM을 요법에 포함시킬 것을 추천하였다. 2HREZ/4HR 또는 2SHRZ/4HR 로, 현재 추천되는 요법이다. WHO 또한 2개월 간의 치료 후에도 배양균이 양성 반응을 보이거나(결핵균이 모두 듣는 환자의 15% 정도), 치료 초기에 양쪽으로 심한 공동이 있는 경우 HR의 상태를 6개월 간 유지할 것을 추천하였다.

### 폐 외 결핵
폐에 영향을 주지 않는 결핵을 '폐외결핵'이라 한다. 단, 중추신경계의 질병은 이에 해당되지 않는다.
영국과 WHO는 2HREZ/4HR, 미국에서는 2HREZ/7HR을 추천한다. 무작위-통제 실험(randomised-controlled trials)으로는, 임파선 결핵과 척추 결핵의 경우, 6개월 치료가 9개월 치료와 같았다는 증거가 있다.
림프절의 결핵(결핵성 임파선염) 환자의 25%는 치료 중 악화된 후 호전되며, 이 현상은 통상 첫 번째 몇 개월에 일어난다. 치료를 시작한 후 수 주 간은 림프절이 종종 확장되며, 이전에 고형 림프절이 파동(fluctuant)이 될 수 있다. 이러한 현상은 치료의 실패로 해석되어서는 안되며, 환자(그리고, 의사)가 불필요하게 당황하게 되는 흔한 원인이기도 하다. 인내를 가지고, 2 ~ 3개월을 치료하면 림프절은 다시 줄어들며, 림프절 조직의 재검사는 필요하지 않다. 반복된 미생물학적 연구를 지시한다면, 이들은 여전히 동일한 감수성 패턴을 갖는 세균이 있음을 보여줄 것이며, 혼동만 더할 것이다. 결핵 치료에 경험이 없는 의사들은 이때에 치료가 듣지 않는다는 생각으로 2차 약제를 추가하기 쉽다. 이러한 모든 상황에서는 안도가 필요하다. 고통이 있다면, 스테로이드가 붓기를 가라앉히는 데에 유용할 수 있으나, 반드시 필요하지는 않다. 추가적인 항생제는 필요하지 않으며, 치료 요법은 더 늘어날 필요가 없다.

### 중추신경계의 결핵
결핵은 중추신경계(뇌 또는 척수)에도 영향을 줄 수 있는데, 이 경우는 각각 결핵성 수막염, 결핵성 뇌염, 결핵성 척수염이라 부른다. 기본적인 치료로 12개월간의 약(2HREZ/10HR)과 스테로이드가 필수적이다.
뇌척수액 배양균의 절반 미만의 경우에 양성반응을 보여 진단이 어려우며, 임상적인 의심만으로 치료하는 경우가 상당 부분을 차지한다. 뇌척수액의 폴리메라아제 연쇄 반응은 미생물학적 결과를 크게 향상시키지 못한다. 배양이 가장 민감한 방법으로, 최소 5ml(20ml 가 선호됨)의 뇌척수액으로 분석을 의뢰한다. 뇌에 발생하는 결핵은 뇌척수액이 보통 정상이어서 분석을 위해 뇌 조직 검사가 필요할 수 있는데, 그렇다고 하더라도 이는 항상 가능한 것은 아니며, 일부 의사들은 항결핵제의 시도로 같은 결과를 얻을 수도 있는데 환자를 외과적인, 그리고 잠재적으로 위험한 수술을 정당화할 수 있는지 논쟁을 벌이기도 한다.
결핵성 수막염의 치료는 단기 요법(예를 들면 6개월)으로 충분할 수 있지만, 이와 관련된 임상적 실험은 없다. 결핵성 수막염 환자의 뇌척수액은 보통 12개월 후에도 비정상이다. 정상으로 회복되는 속도는 임상적인 진척과 성과와는 관련이 없다. 또한, 치료 기간을 늘리거나 치료를 되풀이해야 함을 의미하지 않는다. 따라서, 다시 치료의 모니터링을 위해 요추천자로 뇌척수액을 채취하지는 않는다.
결핵성 수막염과 결핵성 뇌염이 함께 구분되지만, 여러 의사들의 경험상 이들의 진행과 치료에 대한 반응은 서로 다르다. 결핵성 수막염은 보통 치료에 부응하지만, 결핵성 뇌염은 치료가 (2년까지) 길어질 수 있으며, 종종 스테로이드 치료 또한 (6개월까지) 연장될 수 있다. 결핵성 수막염과는 달리, 결핵성 뇌염은 진행 상태의 모니터링을 위해 종종 뇌에 대한 반복적인 컴퓨터 단층촬영(CT)이나 자기 공명 영상(MRI)가 필요하다.
중추신경계 결핵은 혈액을 매개로 한 확산에서 부차적인 것일 수 있다. 그러므로, 일부 전문가들은 속립 결핵 환자의 척수액의 규칙적으로 표본 추출을 옹호한다.
중추신경계 결핵의 치료에서 가장 유용한 항결핵 약제들은 다음과 같다.
- INH (중추신경계 침투 100%)
- RMP (10 ~ 20%)
- EMB (25 ~ 50% 수막염만 해당)
- PZA (100%)
- STM (20% 수막염만)
- 리네졸리드 (20%)
- 사이클로세린 (80 ~ 100%)
- 에티오나미드 (100%)
- 아미노살리실산(PAS) (10 ~ 50% 수막염만)

결핵성 수막염에서 스테로이드는 정례적으로 사용된다.(아래 항목 참조)

### 스테로이드
결핵의 치료에서 프레드니솔론이나 덱사메사손과 같은 코르티코스테로이드를 사용하는 것은 결핵성 수막염과 결핵성 심막염에서 그 유용성이 입증되었다. 결핵성 수막염에서는 매일 덱사메사손 8 ~ 12mg으로 6주 이상 점점 줄이면서 투여한다. (보다 정확한 투여량은 'Thwaites et al.'을 참조한다.). 결핵성 심막염은 프레드니솔론을 매일 60mg씩 투여하고, 4 ~ 8주간 줄여나간다.
스테로이드는 결핵성 흉막염, 극도로 진행된 결핵, 소아 결핵에는 일시적으로 도움이 될 수 있다.
- 흉막염: 매일 프리드니솔론 20 ~ 40 mg, 줄여나가면서 4 ~ 8주 이상 투여.
- 극도로 진행된 결핵: 매일 40 ~ 60 mg, 줄여나가면서 4 ~ 8주 이상 투여.
- 소아 결핵: 1주간 매일 2 ~ 5 mg, 다음 1주는 매일 1 mg, 다시 5주간 줄여나가면서 투여.

스테로이드는 복막염, 속립성 결핵, 후두 결핵, 결핵성 임파선염, 비뇨생식기계의 결핵에 도움이 될 수 있다. 하지만, 증거가 부족하며, 스테로이드의 규칙적인 사용은 권장되지 않는다. 이러한 환자들에 대한 스테로이드 치료는 의사의 판단에 의해 경우에 따라 고려하여야 한다.
탈리도마이드는 결핵성 수막염에 도움이 될 수 있으며, 스테로이드제 치료가 효과가 없는 환자에 사용되어 왔다.

## 불이행
환자들이 불규칙적으로, 그리고, 신뢰할 수 없는 방법으로 결핵 치료를 받으면, 치료에 실패하거나, 재발하거나, 약제에 내성을 가진 결핵으로 발전할 위험이 매우 높아진다.
환자들이 약 복용에 실패하는 이유는 여러 가지가 있다. 결핵의 증상은 보통 결핵 치료가 시작되고 수 주 내에 해결되어, 약을 계속 먹어야 할 동기를 잃는다. 규칙적인 후속 조치가 필요한데, 약 복용을 제대로 하고 있는지, 환자가 약을 먹는 데에 문제가 없는지를 확인해야 한다. 환자들에게는 알약들을 규칙적으로 복용하는 중요성, 치료를 마쳐야 하는 중요성을 설명해야 하는데, 이는 재발 또는 약제에 대한 내성의 발전 등의 위험 때문이다.
주된 불평은 알약의 양이 너무 많다는 것이다. 그 주범은 PZA인데, PZA 시럽으로 대체할 수 있다. 알약의 크기가 정말 문제이고, 액체형이 없다면, PZA는 빠질 수 있지만, 그럴 경우 치료 기간이 꽤 늘어난다는 것을 설명해야 한다.
또 다른 불평은 약의 흡수를 용이하게 하기 위해 공복인 상태에서 복용해야 한다는 것이다. 이는 환자가 그대로 따르기 어려우며(예를 들면, 식사 시간이 불규칙한 경우), 환자들이 매일 약을 먹기 위해 1시간 일찍 일어나야 함을 의미할 수도 있다.
지방과 함께 복용하면 RMP의 흡수가 줄어들지만, 탄수화물과 단백질, 또는 제산제에는 영향받지 않는다. 따라서, 환자는 식사에 지방이나 기름이 포함되어 있지 않다면 식사 때에 약을 복용해도 된다.(예를 들면, 커피 한잔이나 잼을 바른 토스트) 식사와 함께 약을 먹는 것은 환자가 공복에 약을 먹었을 때에 느끼는 메스꺼움을 완화하는 데 도움이 된다. INH의 흡수에 대한 음식의 영향은 확실하지 않다. 두 차례의 연구에서는 음식으로 흡수가 줄어듬을 보였다. 하지만, 한 연구에서는 차이가 없었다. PZA와 EMB에는 음식이 작은 영향을 주는데, 의학적으로 중요하지 않을 수 있다.

## 부작용
개개의 항결핵제의 부작용에 대한 정보는 각 약제의 문서를 참조한다.
주요 부작용에 관련된 일은 조심스럽게 서술해 왔다.
100명의 환자x달에
- INH 0.49
- RMP 0.43
- EMB 0.07
- PZA 1.48
- 모두 더하면 2.47

이는, 8.6%의 환자가 기본 요법(2HREZ/4HR)의 과정에서 치료 약을 바꾸어야 한다는 계산이 된다. 이 연구에서 주요 부작용으로 가장 위험해지는 사람들은 다음과 같다.
- 나이가 60세 이상인 경우
- 여성
- HIV 양성 환자
- 아시아인

어떤 약이 어떤 부작용의 원인인지 알아내는 것은 매우 어려울 수 있다. 하지만, 각각의 상대적인 빈도수는 알려져 있다. 다음은, 빈도가 낮아지는 순서의 문제가 되는 약들이다.
- 혈소판 감소: RMP
- 신경 장애: INH
- 현기증: STM
- 간염: PZA, RMP, INH
- 발진: PZA, RMP, EMB

혈소판 감소는 RMP에 의한 것으로, 복용량의 테스트는 필요하지 않다. 아래에 RMP를 제외한 요법을 설명한다. (보다 상세한 내용은 리팜피신의 설명을 참조한다.)
가장 흔한 말초신경장애의 원인은 INH이다. INH의 말초신경장애는 항상 감각신경장애이며, 말초신경장애의 운동 요소를 발견하게 되면 항상 새로운 원인을 찾게 된다. 말초신경장애가 발생하면, INH의 복용을 중지하고 피리독신을 50mg씩 하루 3차례 투여해야 한다. 말초신경장애가 발생하면, 단지 피리독신을 늘리는 것으로는 말초신경장애의 진행을 막지 못한다. 다른 원인(당뇨병, 알코올 중독, 신장부전증, 영양실조, 임신 등)으로 말초신경장애의 위험이 있는 환자들은 모두 치료를 시작할 때 피리독신을 1일 10mg씩을 투여해야 한다. (INH의 또 다른 신경 부작용에 대한 상세 내용은 이소니아지드 문서를 참조한다.)
발진의 원인은 PZA가 원인이 되지만, 다른 결핵약으로 발생할 수도 있다. 아래에 상세히 설명된 간염 투여량을 시험하는 요법과 동일한 시험으로 어떤 약제가 원인인지 알아낼 수 있다.
RMP은 흔히 치료 초기의 2주 안에 발진 없는 가려움증을 유발한다. 치료는 중단되어서는 안되며, 환자에게는 가려움증은 저절로 해결된다고 알려주어야 한다. 클로르페니라민 같은 진정성 항히스타민제를 단기간 사용하면 가려움 완화에 도움이 될 수 있다.
치료 중의 발열은 여러 원인에 의해 발생한다. 결핵의 자연적인 영향으로 발생할 수 있다. (이러한 경우 치료가 시작된 3주 안에 해결되어야 한다.) 열은 약제에 대한 저항 때문일 수 있다. (하지만, 그 경우 인체는 2개 이상의 약제에 대한 저항이 있어야 한다.) 발열은 부가 감염이나 추가 진단에 의한 것일 수 있다. (결핵 환자도 치료 중에 유행성 감기나 다른 병에 걸릴 수 있다.) 소수의 환자에서 발열은 알레르기에 의해 발생한다. 임상의는 결핵의 진단이 틀릴 가능성을 또한 고려해야 한다. 환자가 2주 이상 치료 중이고 열이 처음에 진정되고 재발한다면, 모든 결핵약을 72시간 동안 중단하는 것이 타당하다. 모든 결핵약을 중단했는데도 열이 계속된다면, 발열은 약제로 인한 것이 아니다. 치료를 멀리하여 열이 사라졌다면, 원인을 알기 위해 개별적으로 약제를 시험해야 한다. 아래에 설명되는 약제로 인한 간염의 투여량 시험에 사용되는 것과 같은 방법(scheme)을 사용할 수 있다. 발열의 가장 흔한 원인이 되는 것은 RMP이다. 자세한 내용은 리팜피신을 참조한다.

### 약제로 인한 간염
결핵 치료에서 가장 큰 하나의 문제는 약제로 인한 간염으로, 간염의 사망률은 약 5%이다. PZA, INH, RMP의 세가지 약제가 간염을 일으킬 수 있다. (높은 빈도순으로 나열) 징후와 증상만으로 이들 세 가지 원인을 구별하는 것은 불가능하다. 어떤 약제가 원인인지 확인하려면 투여량을 테스트해야 한다. (그 방법은 아래에 논의한다.)
치료 초기에 간기능 검사(LFTs)를 확인해야 한다. 정상이라면, 다시 검사할 필요는 없다. 환자에 간염의 증상에 대해 주의를 줄 필요가 있다. 임상의에 따라서는 치료 중에는 정기적인 간기능 검사의 추적 관찰을 주장하기도 하는데, 그 경우, 검사는 치료가 시작되고 2주 후에 있어야 하며, 문제가 감지되지 않는다면 그 다음에는 2달마다 시행해야 한다.
RMP 치료와 함께 빌리루빈(bilirubin)의 상승이 예측되는데, 보통 10일이 지나면 해결된다. 빌리루빈의 단발성 상승은 무시해도 된다.
간의 아미노기전이효소(ALT)와 AST)의 상승은 치료의 처음 3주에 흔히 발생한다. 환자가 증상이 없거나 상승이 지나치지 않으면 특별히 조치를 취할 필요가 없다. 전문가에 따라서는 정상치의 4배 이상 상회하면 중단할 것을 제안하기도 하지만, 이러한 특정 값을 뒷받침하는 근거는 없다. 어떤 전문가들은 임상적으로 황달이 확인되어야만 치료 중단을 고려해야 한다고 여긴다.
임상적으로 중요한 간염이 결핵 치료 중에 발생하면, 간의 아미노기전이효소가 정상치로 돌아올 때까지 모든 약제들의 투약을 중단해야 한다. 환자의 병이 위중하여 결핵 치료를 멈출 수 없다면, 간의 아미노기전이효소가 정상치로 돌아올 때까지 STM과 EMB를 투약해야 한다.(이 두 약제는 간염과 상관이 없다.)
결핵 치료 중 간염이 급격히 발병할 수 있으나, 다행스럽게도 드물다. 비상 간 이식이 필요하며, 사망할 수도 있다.

### 약제로 인한 간염의 투여량 테스트
약제들은 개별적으로 다시 도입되어야 한다. 이는 외래환자의 환경에서는 불가능하며, 면밀한 관찰하에 시행되어야 한다. 간호사가 대기하여 테스트 용량이 투약된 후 최소한 4시간까지 매 15분마다 환자의 맥박과 혈압을 측정해야 한다. (문제가 발생하는 경우, 대부분의 문제는 시험 용량 투약 후 6시간 이내에 발생한다.) 환자들은 갑자기 아플 수 있으며, 집중보호시설을 사용할 수 있어야 한다. 약제는 다음과 같은 순서와 분량으로 투여된다.
- 1일째: INH 1/3 또는 1/4
- 2일째: INH 1/2
- 3일째: INH 전체 분량
- 4일째: RMP 1/3 또는 1/4
- 5일째: RMP 1/2
- 6일째: RMP 전체 분량
- 7일째: EMB 1/3 또는 1/4
- 8일째: EMB 1/2
- 9일째: EMB 전체 분량

하루에 하나의 테스트만 해야 하며, 용량 테스트 도중에 모든 다른 약제는 중단되어야 한다. 예를 든다면, 4일째에는 RMP만 복용하고 다른 약제는 투약하면 안 된다. 환자가 9일간의 용량 테스트를 마쳤다면, 간염을 유발한 약은 PZA로 추측하는 것이 타당하며, PZA에 대한 테스트는 할 필요가 없다.
이러한 순서로 약제를 시험하는 것은, 결핵 치료에 가장 중요한 두 약제가 INH와 RMP이기 때문이다. 그래서 이들을 먼저 시험한다. PZA는 가장 간염을 일으킬 가능성 있는 약제이며, 가장 흔하게 제외되는 약제이기도 하다. EMB는 결핵의 감수성 양식을 알지 못할 때에 유용하며, INH가 잘 들을 때에 제외할 수 있다. 각 약제가 제외된 요법은 아래의 글을 참조한다.
약제를 시험하는 순서는 다음과 같은 고려에 따라 변경될 수 있다.
1. 가장 유용한 약제(INH와 RMP)가 처음 시험되어야 한다. 이는 치료 요법에서 이들 약제가 없으면 그 효력이 심각하게 손상되기 때문이다.
2. 해당 부작용을 가장 일으킬 것 같은 약제는 가능하면 늦게 시험한다. (그래서 시험이 필요하지 않을 수도 있다.) 그렇게 하여 다시 도전하는 환자가 이미 위험한 부작용을 보인 약제를 피하게 된다.

다른 부작용(예를 들면, 발열이나 발진 등)에도 유사한 원칙으로 유사한 계획을 사용할 수 있다.

## 표준 요법의 변경
항상 초기부터 4가지 약제로만 치료해야 하는 것은 아니다. 감수성이 있는 결핵에 걸린 환자를 면밀히 접촉한 예를 들자면, 병균이 INH에 감수성이 있을 것으로 예상하여 2HRZ/4HR(EMB와 STM 제외)의 약제를 사용할 수 있다. 사실, 이 약제들은 많은 나라에서 1990년대 초에 사용하던 표준 요법이었는데, 1990년대에는 이소니아지드에 내성을 갖는 비율이 증가했다.
뇌나 척수가 관련된 결핵(수막염, 뇌염 등)은 현재 2HREZ/10HR(치료기간 총 12개월)로 치료되고 있다. 하지만, 이 요법이 2HREZ/4HR 보다 우수하다고 할 만한 증거는 없다. 이는, 단지 더 짧은 과정의 (효과가) 동등한지를 알기 위한 임상 실험을 감히 시도하지 않았을 뿐이다.

### 이소니아지드를 제외한 요법
이소니아지드에 대한 내성은 전 세계적으로 가장 흔히 접할 수 있는 내성으로, 현재는 치료 초기부터 감수성을 알게 될 때까지 HREZ를 사용하는 것이 권장된다.
2개월 간의 HREZ 복용 후 환자가 이소니아지드에 내성이 있는 결핵에 감염되었음이 판명되면, RE 로 바꾸어 10개월을 더 복용해야 한다. 이는 이소니아지드를 먹지 못하는 환자의 경우에도 마찬가지이다.(제대로 된 감독하에서는 2REZ/7RE 가 허용될 수도 있다.) 미국에서는 6RZE에 선택으로 목시플록사신과 같은 퀴놀론을 추가하는 것을 추천한다. 이러한 모든 요법에 대한 증거는 그리 많지 않으며, 어느 것이 특별히 낫다고 추천하기는 어렵다.

### 리팜피신을 제외한 요법
결핵균이 이소니아지드에 내성을 갖지 않고 리팜피신에 내성을 갖게 되는 경우는 드물다. 하지만, 리팜피신에 대한 과민증은 드물지 않다.(간염이나 혈소판 감소는 리팜피신 복용을 중단하는 가장 흔한 원인이다.) 또한, 1차 치료 약제 중 리팜피신은 가장 비싸고, 따라서, 빈곤이 심한 나라에서는 리팜피신을 제외한 요법이 종종 사용된다. 리팜피신은 결핵 치료에서 사용할 수 있는 가장 강력한 살균 약제이며, 리팜피신을 뺀 모든 치료 요법은 표준 요법보다 월등히 길다.
영국내에서는 18HE 또는 12HEZ를 추천한다. 미국내에서는 9 ~ 12HEZ에 퀴놀론계 항균제(예를 들면, MXF)를 선택적으로 사용할 것을 추천한다.

### 피라진아마이드를 제외한 요법
피라진아마이드는 HREZ 요법에서 발진, 간염, 관절통의 흔한 원인이 된다. 그리고, 이를 견디지 못하는 환자의 경우 안전하게 복용을 중단할 수 있다. 'M. tuberculosis'에서 PZA에만 내성이 있는 경우는 흔하지 않다. 하지만, 'M. bovis'는 선천적으로 PZA에 내성이 있다. PZA는 모든 약에 감수성이 있는 결핵 치료에서는 중요하지 않으며, 총 치료 기간을 9개월에서 6개월로 줄이는 것이 그 주요 역할이다.
영국에서는 9HR이 'M. tuberculosis'에 충분하다는 만족할 만한 증거가 있다. 이는 'M. bovis' 치료의 1차 요법이기도 하다.

### 에탐부톨을 제외한 요법
EMB를 복용할 수 없거나 내성이 생기는 경우는 드물다. 환자가 정말로 먹을 수 없거나 EMB에 내성이 있는 결핵에 걸렸다면, 2HRZ/4HR 이 가장 적합한 요법이다. EMB는 INH와 RMP 모두에 감수성이 있는 결핵 치료에서는 아무런 역할을 하지 않으며, 이를 초기 요법에 포함시키는 것은 INH 내성률이 증가하기 때문이다. INH 내성률이 작거나, 감염된 결핵이 INH에 감수성이 있으면, 어쨌거나 EMB의 사용은 필요하지 않다.

## 결핵과 타질환들

### 간 질환
알콜로 인한 간 손상이 있는 사람은 결핵에 걸릴 위험성이 높다. 결핵성 복막염에 걸리는 정도는 간경변 환자에서 특히 높다.
결핵 치료로 인한 경우를 제외하고, 간 질환 환자에서는 투여량을 바꿀 필요가 없다. 일부 관계자는 간 질환이 있는 환자에 PZA 사용을 피할 것을 권장하는데, 이는 PZA가 5가지 1차 약제 중 가장 간독성을 일으킬 위험이 높기 때문이다.
이미 간 질환이 있는 환자들은 결핵 치료 기간 동안 주기적으로 간 기능 검사를 하여야 한다.
약제로 인한 간독성은 앞서 별도 항목으로 정리하였다.

### 임신
임신 자체는 결핵에 위험요소가 되지 않는다.
리팜피신은 호로몬 피임의 효과를 줄이므로, 결핵 치료 기간 동안 피임에 대해 추가로 주의를 기울일 필요가 있다.
임신 중 치료받지 않은 결핵은 유산과 심각한 태아 기형, 임신부의 치료의 위험 증가와 관련이 있다. 미국의 지침은 임신 중 결핵 치료에서 PZA를 제외시킬 것을 권장한다. 영국과 세계보건기구 지침에는 그러한 내용은 없다. 결핵에 걸린 임신부의 치료에 대한 폭넓은 경험이 있으나, 임신중의 PZA의 독효과는 발견되지 않았다. 동물의 RMP의 다량 투여는 신경관 결손을 초래하지만, 사람에서는 발견되지 않았다. 임신중이나 산욕 기간에는 간염의 위험이 증가할 수 있다. 아이를 낳을 수 있는 연령의 모든 여성은 결핵 치료를 마칠 때까지 임신을 피하는 것이 신중한 태도이다.
아미노글리코사이드 (스트렙토마이신, 카프레오마이신, 아미카신) 계열의 약제들은 임신중에는 사용에 주의하여야 하는데, 이는 태어나지 않은 아기가 난청이 될 수 있기 때문이다. 담당 의사는 임신부가 치료되는 이익과 아기의 잠재적인 피해를 따져보아야 하는데, 아미노글리코사이드로 치료받은 임산부가 좋은 결과를 얻은 경우가 보고되었다. 페루에서는 다제내성 결핵의 치료가 임신 중절의 이유가 되지 않으며, 좋은 결과를 얻을 수도 있음을 보여주었다.

### 신장 질환
신장부전증 환자는 결핵에 걸릴 위험성이 10 ~ 30배 높아진다. 면역억제제를 복용하고 있거나 이식을 고려하고 있는 신장 질환 환자는 불현성(잠복) 결핵의 치료를 고려해야 한다.
아미노글리코사이드계열(스트렙토마이신, 카프레오마이신, 아미카신)은 신장에 문제가 있으면 사용을 피해야 하는데, 이는 신장 손상의 위험이 커지기 때문이다. 아미노글리코사이드 계열을 피할 수 없다면 (예를 들면, 다제내성 결핵의 치료) 혈청의 수준을 면밀하게 감시해야 하며, 환자는 어떠한 부작용(특히 난청)도 알리도록 주의를 받아야 한다. 환자가 신장부전증 말기이고 신장의 남은 기능이 유용하지 않다면, 혈청 수준을 쉽게 측정할 수 있는 조건에서 아미노글리코사이드를 사용할 수 있다. (종종 아미카신의 수준만이 측정된다.)
신장 장애가 가벼운 경우, 결핵 치료에 정규적으로 사용되는 다른 약제들의 투여량을 바꿀 필요는 없다. 심각한 신장 기능 부전(사구체 거르기율 < 30)인 경우, EMB 복용량을 반으로 줄인다. (또는 완전히 피한다.) PZA 복용량은 20 mg/kg/일 (영국 권장량) 또는 평소 복용량의 3/4 (미국 권장량)을 투여하나, 이를 뒷받침할 만한 증거는 그다지 출간되지 않았다.
투석 중인 환자에 2HRZ/4HR를 사용할 때, 초기의 고밀도 단계에서 매일 약제를 투여해야 한다. 지속 단계에서는 혈액투석 기간이 끝날 때마다 약을 투여하며 투석이 없을 때에는 약을 복용하지 않는다.

### HIV
HIV 환자는 가능한 한 결핵 치료를 마칠 때까지 HIV의 치료를 연기해야 한다. 결핵 치료 중에 HIV의 치료를 시작해야 하는 경우, 전문 HIV 약사의 조언을 구해야 한다. 네비러핀은 리팜피신과 함께 사용하면 안 된다. 에파비렌즈(Efavirenz)는 사용할 수 있으나, 투여량은 환자의 몸무게에 따라 달라진다. (50 kg 미만이면 매일 600 mg, 그 이상이면 800 mg) 에파비렌즈의 수준은 치료가 시작된 초기부터 점검해야 한다. 프로테아제 억제제는 가능하면 피해야 한다. 리팜피신과 프로테아제 억제제를 투여한 환자는 치료 실패나 재발의 위험성이 높다.
세계보건기구는 티오아세타존(acetazone)을 HIV 환자에 사용하지 말도록 경고하고 있는데, 이는 치명적일 수 있는 박탈피부염의 위험이 23%에 이르기 때문이다.

### 간질
INH는 발작 위험의 증가와 관련이 있을 수 있다. 모든 INH를 복용하는 간질환자에는 매일 피리독신 10mg이 주어져야 한다. 간질 증상이 없는 환자에 INH가 발작을 유발한다는 증거는 없다.
결핵 치료의 약제들은 항간질작용의 약제들과 다양한 상호작용을 일으키며, 혈청 약물 수준을 면밀하게 감시해야 한다. 리팜피신과 카르바마제핀, 리팜피신과 페니토인, 리팜피신과 나트륨 벨프로에이트 사이에는 심각한 상호작용이 있으며, 항상 약사의 조언을 구하여야 한다.

## 약제내성 결핵 (MDR-, XDR-TB)

### 정의
다제내성 결핵(MDR-TB)은 INH와 RMP 모두에 내성을 지닌 결핵을 말한다. 다른 복수의 항결핵제에 내성이 있지만 INH와 RMP에는 그렇지 않은 결핵은 다제내성 결핵이라 부르지 않는다.
2006년 10월부로, 퀴놀론과 추가로 카나마이신, 카프레오마이신, 아미카신(amikacin) 중 한 약제에 내성이 있는 다제내성 결핵이 '광범위 약제내성 결핵'(XDR-TB)으로 정의되었다. 그 이전에는 XDR-TB는 6가지 2차 약제 중 3가지 이상에 내성이 있는 다제내성 결핵을 의미했으나, 더 이상 사용되지 않는다.
다제내성 결핵과 광범위 약제내성 결핵의 치료 원리는 동일하다. 중요한 차이점은, XDR-TB는 MDR-TB보다 선택할 수 있는 효과적인 치료 방법이 줄어들어 사망률이 높다는 것이다.

### 감염 역학
다제내성 결핵은 모든 약제에 감수성이 있는 결핵의 치료 과정에서 생길 수 있으며, 이는 항상 환자가 복용을 거르거나 치료를 마치지 못한 결과로 발생한다.

### 다제내성 결핵의 치료
다제내성 결핵의 치료와 예후는 감염보다는 암의 경우에 더 유사하다. 사망률이 80%에 이르며, 이는 다음과 같은 여러 가지 요소에 달려 있다.
1. 균이 얼마나 많은 수의 약제에 내성이 있는가(적을 수록 좋음).
2. 환자가 얼마나 많은 약제를 사용하는가(5가지 이상의 약제로 치료받으면 좋음).
3. 주사 가능한 약제를 사용하는가(처음 3개월 간은 사용해야 함).
4. 담당 의사의 전문 지식과 경험
5. 환자의 치료 협조(치료는 몹시 힘들고 길며, 환자측에서의 투지와 끈기를 요한다.)
6. 환자가 HIV에 감염되었는가(HIV에도 감염되었다면, 사망률은 증가한다).

치료 과정은 최소 18개월을 요하며, 수 년이 걸릴 수도 있다. 수술이 필요할 수 있으며, 최선의 치료를 하더라도 사망률은 여전히 높다. 그렇다고 하더라도, 좋은 결과에 대한 기대는 가능하다. 직접관찰(directly observed component)로 최소 18개월을 치료하면 치료율을 69%로 올릴 수 있다.
다제내성 결핵의 치료는 다제내성 결핵 치료의 경험이 있는 의사가 담당해야 한다. 특화되지 않은 곳에서 치료받은 환자의 사망률은 전문 센터에서 치료받은 환자들보다 월등히 높다.
다제내성 환자에 노출된 명백한 위험 외에, 다제내성 결핵의 위험 요소로는 남성, HIV 감염, 감돈(incarceration) 경험, 결핵 치료 실패, 결핵의 표준 치료 실패, 표준 치료에 이은 재발 등이 있다.
결핵의 치료는 감수성 검사에 기초하여 이루어져야 한다. 이 정보 없이는 그러한 환자들을 치료하는 것은 불가능하다. 다제내성 결핵이 의심되는 환자를 치료할 때에는, 환자는 감수성 검사의 결과에 따라 SHREZ+목시플록사신+사이클로세린으로 치료를 시작해야 한다.
나라에 따라서는 'rpoB'(세균 유전자의 일부)의 조사가 가능하며, 이는 다제내성 결핵의 유용한 표지가 되는데, 이는 (환자가 리팜피신으로만 치료받은 경우를 제외하고,) RMP만 내성을 갖는 경우는 드물기 때문이다. 'rpoB'에 대한 유전자 검사 결과가 양성으로 나오면, RMP를 빼고 SHEZ+목시플록사신+사이클로세린을 사용하는 것은 타당하다. 다제내성 결핵이 의심되는 환자에도 INH를 계속 사용하는데, 이는 INH가 결핵의 강력한 치료제이기 때문이며, 약제가 효과가 없다는 미생물학적 검증 없이는 제외시키지 않는다.
이소니아지드 내성에 대한 검사 도구로서 'katG'와 'mabA-inhA'을 들 수 있지만, 이들은 널리 쓰이지 않는다.
감수성을 알고 INH와 RMP 모두에 내성이 있어서 분리가 확인되면, 다음의 순서대로 5가지 약제를 선택하게 된다. (알려진 감도에 의한다.)
- 아미노글리코사이드계 항생 물질 (예를 들면, 아미카신, 카나마이신) 또는 폴리펩타이드 항생제 (예를 들면, 카프레오마이신)
- 피라진아마이드
- 에탐부톨
- 플루러퀴놀론 계열: 목시플록사신이 선호되며, 시프로플록사신은 더 이상 사용되지 않는다.[42])
- 리파부틴
- 사이클로세린
- 티오아마이드: 프로치온아미드 또는 에타이온아마이드
- 아미노살리실산(PAS)
- 마크롤라이드 계열: 예를 들면, 클라리스로마이신
- 리네졸리드
- 고용량의 INH (내성이 약할 때)
- 인터페론-γ
- 티오리다진
- 메로페넴과 clavulanic 산[43]

윗쪽에 가까운 약제일수록 효과적이고 독성이 약하다. 아랫쪽에 가까운 약제들은 효과가 약하고 독성이 강하거나 구하기 어렵다.
어떤 계열 내의 하나의 약제에 내성이 있다는 것은, 해당 계열 내의 모든 약제들에 내성이 있음을 의미한다. 하지만, 예외가 있음을 주목해야 하는데, 리파부틴이 그러하다. 리팜피신에 내성이 있다는 것이 항상 리파부틴에 대한 내성이 있음을 의미하지는 않으며, 연구소에 이에 대한 테스트를 요청해야 한다.
하나의 계열 내에서는 하나의 약제만 사용할 수 있다. 치료를 위한 5종류의 약제를 찾기가 어렵다면, 의사는 고용량의 INH에 대한 내성에 대한 조사를 요청할 수 있다. 병균이 약한 INH 내성을 갖고 있다면(1.0 mg/L의 INH에는 내성이 있고, 0.2 mg/L의 INH에는 감수성이 있는 경우), 고용량의 INH가 요법의 일부로 사용될 수 있다. 약제의 수를 셀 때에는, PZA와 인터페론은 세지 않는다. 즉, PZA를 4가지 약제의 치료에 더한다면, 또 한 가지의 약제를 추가하여야 한다.
한 가지가 넘는 주사약(STM, 카프레오마이신, 아미카신)은 사용할 수 없는데, 이는 약제의 독성 효과가 더해지기 때문이다. 가능하면, 처음 3개월간은 아미노글리코사이드가 매일(그 이후는 주당 3회) 주어져야 한다. 시프로플록사신은 다른 플루러퀴놀론을 사용할 수 있는 경우, 결핵의 치료에 사용해서는 안 된다.
MDR-TB용으로 간헐적인 치료는 입증된 것이 없지만, 임상 경험으로는 주사할 수 있는 약제의 주 5회 투여로 못한 결과를 얻는 것으로 보이지는 않는다. 직접 관찰 요법은 MDR-TB 치료로 좋은 결과를 얻는데 도움이 되며, MDR-TB 치료의 불가결한 일부로 여겨야 한다.
치료에 대한 반응은 반복적인(가능하다면 매달) 객담 배양으로 알아내야 한다. MDR-TB의 치료는 최소 18개월이며, 환자의 균 배양이 최소 9개월 이상 음성일 때까지 멈추어서는 안 된다. MDR-TB 환자가 2년 이상 치료를 받는 경우는 드물다.
다제내성 결핵 환자는 가능하면 대기압보다 낮은 방에 격리되어야 한다. 다제내성 결핵의 관리는 치료에 따르는지 주의 깊게 관찰하는 것이 중요하다.(의사에 따라서는 이러한 이유만으로 입원을 주장하기도 한다.) 일부 의사들은 이러한 환자들이 그들의 가래가 도말 음성이거나, 배양 음성이 될 때까지 격리되어야 한다고 주장한다.(이는 수 개월이나 수 년이 걸릴 수도 있다.) 이러한 환자들을 수 주간(또는 수 개월간) 줄곧 병원에 두는 것은 타당하거나 물리적으로 불가능할 수 있으며, 최종 결정은 환자를 치료하는 의사의 임상적 판단에 의한다. 의사는 치료 준수의 모니터링과 독성 효과의 방지를 위하여 치료상의 약제 모니터링(특히, 아미노글리코사이드)을 충분히 이용하여야 한다.
몇가지 보충제는 부가적으로 결핵 치료에 유용하게 사용할 수 있으나, 다제내성 결핵용 약제의 용도로 사용된다면, 약의 수에 포함되지 않는다.(이미 치료에서 4개의 약제를 사용한다면, 아르기닌이나 비타민 D, 또는 모두를 사용하는 것은 도움이 될 수 있으나, 5개의 약제를 구성하기 위해서는 또 하나의 약이 필요하다.)
- 아르기닌[46][47]
- 비타민 D[48]

다음 약들은 자포자기의 상태에서 사용되어 왔으며, 이들이 효과가 있는지의 여부는 명확하지 않다. 이들은 위의 목록에서 5개 이상의 약제를 찾을 수 없을 경우에 사용한다.
- 이미페넴[49]
- 코-아목시클라브[50][51]
- clofazimine[52][53][54]
- prochlorperazine[55]
- 메트로니다졸[56]

다음 약제들은 실험적인 화합물로, 시장에서 구할 수 없으나 임상적 시험이나 배려의 의미로 제조사로부터 구할 수도 있는 것들이다. 이들의 효과와 안전성은 알려지지 않았다.
- PA-824[57]
- R207910[58]

다제내성 결핵의 치료에서 수술(폐엽 절제 또는 폐 절제)의 역할에 대한 증거가 늘어나고 있다. 단, 적절한 수술의 시기에 대해서는 명확하지 않다.

## 치료에 실패하는 환자들
치료에 차도를 보여 결핵 치료 과정을 마친 후 치료된 것으로 보이는 환자들은 치료 실패로 분류되지 않는다. 재발에 대해서는 아래에 별도 항목에서 논한다.
다음과 같은 환자는 치료가 실패했다고 한다.
1. 치료에 차도가 없다. (치료과정 중 기침과 가래가 계속된다.)
2. 치료에 일시적으로만 나아진다. (치료과정 내내 처음에는 나아지지만, 다시 악화된다.)

치료에 실패한 환자들은 재발 환자들과는 구별되어야 한다. 치료 중에는 호전되다가 치료를 중지하면 다시 악화되는 경우를 재발이라 한다.
환자가 결핵 치료에 전혀 차도가 없거나 일시적인 경우는 매우 드문데, 이는 시작부터 요법의 모든 약제에 대해 내성이 있음을 의미하기 때문이다. 치료에서 전혀 차도를 보이지 않는 환자들은 우선 약을 먹고 있는지 면밀히 조사해야 하며, 관찰을 위해 입원할 수도 있다. 결핵약의 흡수 불량을 점검하기 위해 혈액 또는 소변을 채취할 수도 있다. 이들이 약을 제대로 먹고 있는지 밝혀졌다면, 또 다른 진단을 내릴 수 있을 가능성이 크다. (어쩌면, 결핵에 대한 진단에 추가될 수 있다.) 이러한 환자들은 진단과 결핵 배양을 위해 채취한 표본, 감수성 검사를 주의하여 검토해야 한다. 호전되었다가 다시 악화된 환자들은 치료를 엄격히 고수하는지 면밀히 조사해야 한다. 치료에 엄격히 따랐음을 확인한다면, (다제내성 결핵을 포함한) 내성이 있는 결핵에 대하여 살펴야 한다. 이는, 표본이 치료를 시작하기 전에 채취되었더라도 그러하다.
처방이나 조제의 오류는 일부 환자가 치료에 차도를 보이지 않는 이유가 된다. 드물게는 면역 결핍으로 나아지지 않기도 한다. 소수의 환자에서는, 극도의 생물학적 변형으로 치료에 실패하여 원인을 찾을 수 없는 경우도 있다.
일부 환자들은, 치료를 위한 모든 약제와 외과적 선택이 소진될 수 있고, 그렇게 되면 환자와 가족들에 해당 환자가 결핵으로 사망할 가능성이 높음을 통보해야 한다. 이때, 치료는 존엄사가 가능하도록 호흡기 증상의 완화와 영양, 심리적인 지원에 집중하여야 한다.

## 재발 환자
치료 기간 중에는 증세가 호전되었다가 치료를 멈춘 후 다시 병에 걸린 경우, 재발했다고 한다. 치료 중에 일시적으로만 나아지거나, 치료의 차도가 없는 경우는 치료에 실패했다고 하며, 위에서 논의한 바 있다.
모든 치료 요법에서는 작은 비율로 재발이 있는데, 이는 꼼꼼하게 치료를 따랐을 경우에도 그러하다. (표준 요법인 2HREZ/4HR의 경우, 2 ~ 3%가 재발된다.) 대부분의 재발은 치료 종료 후 6개월 이내에 발생한다. 약을 제대로 복용하지 않거나 불규칙하게 복용한 경우는 재발하기 쉬워진다.
재발 환자에서는 내성이 있을 확률이 높으며, 감수성용으로 배양할 수 있는 샘플을 얻어야 한다. 그렇긴 하지만, 재발하는 대부분의 환자들에서 균이 모든 약제에 감수성이 있을 수 있으며, 재발한 것이 아니라 재감염되었을 수도 있다. 이러한 환자들은 이전과 같은 요법으로 재치료하면 된다. (약제를 추가할 필요는 없으며, 기간을 늘이지 않아도 된다.)
세계보건기구는 미생물학적 조사가 가능하지 않은 경우 2SHREZ/6HRE 요법을 추천한다. 이 요법은 모든 약에 감수성이 있는 결핵의 최적의 치료를 제공하고, INH에 내성이 있는 가장 흔한 경우를 대비하기 위해 고안되었다.
생애를 통한 재발 위험이 있으므로, 치료를 마쳤을 때 모든 환자들에 결핵 재발의 증세에 대해 주의를 주고, 증상이 재발하면 의사를 찾도록 단단히 일러두어야 한다.

## 결핵 치료의 시험
결핵이 매우 고질적인 지역에서는, 열이 있지만 감염의 근거를 찾을 수 없는 경우가 드물지 않다. 그때 의사는 폭넓은 조사로 다른 질병을 배제한 후에 결핵 치료에 의존할 수 있다. 사용되는 요법은 HEZ를 최소 3주간 복용하는 것이다. RMP과 STM은 요법에서 빠져 있는데, 이는 이들이 스펙트럼이 광범위한 항생제이며, 나머지 세 1차 약제는 미코박테리아 감염만을 고치기 때문이다. 3주간 치료 후 열이 내렸다면 결핵에 대한 좋은 증거가 되며, 해당 환자는 일반적인 결핵 치료(2HREZ/3HR)로 바꾸어야 한다. 3주의 치료 후에도 열이 내리지 않았다면, 그 환자의 열은 다른 원인에 의한 것으로 결론짓는 것이 타당하다.
이러한 접근은 비판과 논란의 대상이 되기도 한다.

## 잠복결핵
잠복결핵(latent tuberculosis infection, LTBI)의 치료는 결핵의 감염이 질병으로 진행하는 위험을 줄여 결핵의 조절과 박멸에 필수적이다. 영국에서는 '예방 요법'과 '화학적 예방(chemoprophylaxis)'이 수십 년 간 사용되었는데, 이는 활동적인 질병이 없고 건강한 이들에게 약을 주기 때문이다. '잠복 결핵의 치료'는 미국에서 선호하는 명칭으로, 이는 약제가 실제로 감염을 막지는 않기 때문이다. 다만, 이미 존재하는 조용한 감염균이 활성화되는 것을 막는다.
LTBI를 시작하기 전에 활동적인 결핵을 배제하기 위한 평가가 필수적이다. 활동적인 결핵이 있는 사람에게 LTBI 치료를 하는 것은 심각한 오류이다. 결핵균은 충분히 치료되지 않을 것이고, 약제에 내성을 갖는 결핵으로 진행될 위험이 있다.
사용할 수 있는 치료 요법은 다음과 같다.
- 9H : 9개월간 이소니아지드 복용은 표준으로, 93% 효과적이다.
- 6H : 6개월간 이소니아지드 복용은 지역 결핵 프로그램에서 비용대 효과와 환자의 준수에 의한다. 이는 현재 영국에서 정규적인 사용으로 권장되는 요법이다. 미국의 지침에서는 어린이나 방사선 검진에서 결핵을 앓은 흔적이 있는 사람은 이 요법을 사용하지 않는다. 69% 효과적이다.
- 6 ~ 9H2 : 직접 관찰 요법(DOT)에서는 위의 2가지 치료법에서 주당 2회 요법도 가능하다.
- 4R : 4개월간 리팜피신 복용은 이소니아지드를 복용할 수 없는 사람이나 이소니아지드에 내성이 있는 결핵에 노출된 사람에 선택적으로 사용할 수 있다.
- 3HR : 이소니아지드와 리팜피신을 3개월간 복용.
- 2RZ : 리팜피신과 피라진아마이드를 2개월간 복용하는 요법은 LTBI 치료에 더 이상 권장되지 않는데, 이는 약제로 인한 간염으로 사망할 위험이 높아지기 때문이다.[62][63]

## 영양
영양실조가 결핵이 발병하는 큰 위험 요소라는 것은 잘 알려져 있는데, 결핵 그 자체도 영양실조의 위험 요소가 되며, 영양실조의 결핵 환자(BMI가 18.5 미만인 경우)는 적절한 항생제 치료를 받더라도 사망률이 높아진다. 영양실조와 결핵 사이의 연관성에 대한 지식은 일부 사회에서는 일반적이다.

### 비타민 D와 결핵의 역학
비타민 D 부족은 결핵의 위험 요소가 된다. 또한, 비타민 D 부족은 인체의 결핵에 대한 저항력을 손상시킨다. 하지만, 비타민 D 결핍을 치료하는 것이 결핵을 예방한다는 임상적 증거는 없고, 다만 그렇게 해야 한다는 증거는 있다. 비타민 D의 수준 저하가 미국 흑인들이 결핵에 대한 감수성이 높아진 원인일 수 있으며, 심상성 낭창(피부 결핵)에 광선 요법이 유효한 것이 이 때문일 수 있는데,(이 발견으로 닐스 핀센은 1903년 노벨상을 수상하였다.) 이는 햇빛에 노출된 피부가 자연적으로 더 많은 비타민 D를 생성하기 때문이다.
결핵의 치료 자체가 비타민 D 수준을 낮춘다는 염려는 임상 실무에서는 문제가 되지 않는 듯하다.
서아프리카인, 서부 인도인, 중국인 들의 비타민 D 수용기의 유전적 차이가 결핵의 감수성에 영향을 주는 것으로 주목되었으나, 어떠한 사람들에 대해서도 비타민 D의 보충(즉, 평균 비타민 D 수준의 사람들에게 추가로 비타민 D를 주는 것)이 결핵에 대한 감수성에 영향을 준다는 자료는 없다.

### 비타민 D와 결핵의 치료
비타민 D가 부족한 결핵 환자에 비타민 D를 주는 것은 일부 환자들에게는 도움이 된다. 비타민 D 수용기에 'tt' 유전자형을 갖고 비타민이 부족한 환자 중 일부는 비타민 D를 보충하는 것이 가래 배양검사 음전을 앞당기는 것으로 보인다. 정상적인 비타민 D 수준의 결핵 환자에 비타민 D를 주는 것은 결핵에 대해서는 잇점을 제공하지 못한다. 19세기 중엽에 (비타민 D가 풍부한) 간유가 결핵 환자를 호전시키는 것으로 주목을 받았고, 그 기제는 아마도 결핵에 대한 면역 반응을 향상시키기 때문일 듯하다.
비타민 D의 추가는 면역계에 잠재적으로 위험이 되는 효과들을 개선시킬 뿐만 아니라, 단핵 백혈구와 대식세포가 체외에서 결핵균을 죽이는 기량을 향상시키는 듯하다.